# 52e cérémonie des Golden Globes
La 52e cérémonie des Golden Globes a eu lieu le 21 janvier 1995, récompensant les films et séries diffusés en 1994 et les professionnels s'étant distingués cette année-là.

## Palmarès
Les lauréats sont indiqués ci-dessous en premier de chaque catégorie et en caractères gras.

### Cinéma

#### Meilleur film dramatique
- Forrest Gump
  - Légendes d'automne (Legends of the Fall)
  - Nell
  - Pulp Fiction
  - Quiz Show

#### Meilleur film musical ou comédie
- Le Roi lion (The Lion King)
  - Priscilla, folle du désert (The Adventures Of Priscilla, Queen Of The Desert)
  - Ed Wood
  - Quatre mariages et un enterrement (Four Weddings and a Funeral)
  - Prêt-à-porter (Ready to Wear)

#### Meilleur réalisateur
- Robert Zemeckis pour Forrest Gump
  - Robert Redford pour Quiz Show
  - Oliver Stone pour Tueurs nés (Natural Born Killers)
  - Quentin Tarantino pour Pulp Fiction
  - Edward Zwick pour Légendes d'automne (Legends of the Fall)

#### Meilleur acteur dans un film dramatique
- Tom Hanks pour le rôle de Forrest Gump dans Forrest Gump
  - Morgan Freeman pour le rôle d'Ellis Boyd « Red » Redding dans Les Évadés (The Shawshank Redemption)
  - Paul Newman pour le rôle de Sully Sullivan dans Un homme presque parfait (Nobody's Fool)
  - Brad Pitt pour le rôle de Tristan Ludlow dans Légendes d'automne (Legends of the Fall)
  - John Travolta pour le rôle de Vincent Vega dans Pulp Fiction

#### Meilleure actrice dans un film dramatique
- Jessica Lange pour le rôle de Carly Marshall dans Blue Sky
  - Jennifer Jason Leigh pour le rôle de Dorothy Parker dans Mrs Parker et le Cercle vicieux (Mrs. Parker and the Vicious Circle)
  - Jodie Foster pour le rôle de Nell dans Nell
  - Miranda Richardson pour le rôle de Vivienne Haigh-Wood dans Tom et Viv
  - Meryl Streep pour le rôle de Gail Hartman dans La Rivière sauvage (The River Wild)

#### Meilleur acteur dans un film musical ou une comédie
- Hugh Grant pour le rôle de Charles dans Quatre mariages et un enterrement (Four Weddings and a Funeral)
  - Jim Carrey pour le rôle de Stanley Ipkiss dans The Mask
  - Johnny Depp pour le rôle de Ed Wood dans Ed Wood
  - Arnold Schwarzenegger pour le rôle du Dr Alex Hesse dans Junior
  - Terence Stamp pour le rôle de Bernadette / Ralph dans Priscilla, folle du désert (The Adventures Of Priscilla, Queen Of The Desert)

#### Meilleure actrice dans un film musical ou une comédie
- Jamie Lee Curtis pour le rôle de Helen Tasker dans True Lies
  - Geena Davis pour le rôle de Julia Mann dans Chérie, vote pour moi (Speechless)
  - Andie MacDowell pour le rôle de Carrie dans Quatre mariages et un enterrement (Four Weddings and a Funeral)
  - Shirley MacLaine pour le rôle de Tess Carlisle dans Un ange gardien pour Tess (Guarding Tess)
  - Emma Thompson pour le rôle du Dr Diana Reddin dans Junior

#### Meilleur acteur dans un second rôle
- Martin Landau pour le rôle de Béla Lugosi dans Ed Wood
  - Kevin Bacon pour le rôle de Wade dans La Rivière sauvage (The River Wild)
  - Samuel L. Jackson pour le rôle de Jules Winnfield dans Pulp Fiction
  - Gary Sinise pour le rôle du Lieutenant Dan Taylor dans Forrest Gump
  - John Turturro pour le rôle de Herbie Stempel dans Quiz Show

#### Meilleure actrice dans un second rôle
- Dianne Wiest pour le rôle de Helen Sinclair dans Coups de feu sur Broadway (Bullets Over Broadway)
  - Kirsten Dunst pour le rôle de Claudia dans Entretien avec un vampire (Interview with the Vampire)
  - Sophia Loren pour le rôle d'Isabella de la Fontaine dans Prêt-à-porter (Ready to Wear)
  - Robin Wright pour le rôle de Jennifer Curran dans Forrest Gump
  - Uma Thurman pour le rôle de Mia Wallace dans Pulp Fiction

#### Meilleur scénario
- Pulp Fiction – Quentin Tarantino
  - Forrest Gump – Eric Roth
  - Quatre mariages et un enterrement (Four Weddings and a Funeral) – Richard Curtis
  - Quiz Show – Paul Attanasio
  - Les Évadés (The Shawshank Redemption) – Frank Darabont

#### Meilleure chanson originale
- "Can You Feel the Love Tonight" interprétée par Elton John  – Le Roi lion (The Lion King)
  - "The Color of the Night" – Color of Night
  - "Look What Love Has Done" interprétée par Patty Smyth – Junior
  - "Circle of Life" interprétée par Elton John – Le Roi lion (The Lion King)
  - "Far Longer than Forever" – Le Cygne et la Princesse (The Swan Princess)
  - "I'll Remember" interprétée par Madonna – Avec les félicitations du jury (With Honors)

#### Meilleure musique de film
- Le Roi lion (The Lion King) – Hans Zimmer
  - Forrest Gump – Alan Silvestri
  - Entretien avec un vampire (Interview with the Vampire) – Elliot Goldenthal
  - Légendes d'automne (Legends of the Fall) – James Horner
  - Nell – Mark Isham

#### Meilleur film étranger
- Farinelli •  Belgique
  - Salé, sucré (Yin shi nan nu) •  Taïwan
  - La Reine Margot •  France
  - Trois couleurs : Rouge •  Pologne /  France /  Suisse
  - Vivre ! (活着) •  Chine

### Télévision
Note : le symbole « ♕ » rappelle le gagnant de l'année précédente (si nomination).

#### Meilleure série dramatique
- X-Files : Aux frontières du réel (The X-Files)
  - La Vie à tout prix (Chicago Hope)
  - Urgences (ER)
  - New York Police Blues (NYPD Blue) ♕
  - Un drôle de shérif (Picket Fences)

#### Meilleure série musicale ou comique
- Dingue de toi (Mad About You)
  - Frasier
  - Une maman formidable (Grace Under Fire)
  - Papa bricole (Home Improvement)
  - Seinfeld ♕

#### Meilleure mini-série ou meilleur téléfilm
- The Burning Season
  - Le Crépuscule des aigles (Fatherland)
  - Le Retour au pays natal (The Return of the Native)
  - Roswell, le mystère (Roswell)
  - Les rapides de la mort (White Mile)

#### Meilleur acteur dans une série dramatique
- Dennis Franz pour le rôle d'Andy Sipowicz dans New York Police Blues (NYPD Blue)
  - Mandy Patinkin pour le rôle du Dr Jeffrey Geiger dans La Vie à tout prix (Chicago Hope)
  - Jason Priestley pour le rôle de Brandon Walsh dans Beverly Hills 90210
  - Tom Skerritt pour le rôle du Sheriff Jimmy Brock dans Un drôle de shérif (Picket Fences)
  - Sam Waterston pour le rôle de Jack McCoy dans New York, police judiciaire (Law and Order)

#### Meilleure actrice dans une série dramatique
- Claire Danes pour le rôle d'Angela Chase dans Angela, 15 ans (My So-Called Life)
  - Kathy Baker pour le rôle du Dr Jill Brock dans Un drôle de shérif (Picket Fences) ♕
  - Jane Seymour pour le rôle du Dr Michaëla Quinn dans Docteur Quinn, femme médecin (Dr. Quinn, Medicine Woman)
  - Angela Lansbury pour le rôle de Jessica Beatrice Fletcher dans Arabesque
  - Heather Locklear pour le rôle de Amanda Woodward Burns dans Melrose Place (Place Melrose)

#### Meilleur acteur dans une série musicale ou comique
- Tim Allen pour le rôle de Tim Taylor dans Papa bricole (Home Improvement)
  - Kelsey Grammer pour le rôle du Dr Frasier Crane dans Frasier
  - Craig T. Nelson pour le rôle de Hayden Fox dans Coach
  - Paul Reiser pour le rôle de Paul Buchman dans Dingue de toi (Mad About You)
  - Jerry Seinfeld pour le rôle de Jerry Seinfeld dans Seinfeld ♕
  - Garry Shandling pour le rôle de Larry Sanders dans The Larry Sanders Show

#### Meilleure actrice dans une série musicale ou comique
- Helen Hunt pour le rôle de Jamie Buchman dans Dingue de toi (Mad About You)  ♕
  - Candice Bergen pour le rôle de Murphy Brown dans Murphy Brown
  - Brett Butler pour le rôle de Grace Kelly dans Une maman formidable (Grace Under Fire)
  - Ellen DeGeneres pour le rôle d'Ellen Morgan dans Ellen
  - Patricia Richardson pour le rôle de Jill Taylor dans Papa bricole (Home Improvement)

#### Meilleur acteur dans une mini-série ou un téléfilm
- Raúl Juliá pour le rôle de Chico Mendes dans The Burning Season
  - Alan Alda pour le rôle de Dan Cutler dans Les rapides de la mort (White Mile)
  - James Garner pour le rôle d'Ira Moran dans Leçons de conduite (Breathing Lessons)
  - Rutger Hauer pour le rôle de Xavier March dans Le Crépuscule des aigles (Fatherland)
  - Samuel L. Jackson pour le rôle de Jamaal dans Against the Wall

#### Meilleure actrice dans une mini-série ou un téléfilm
- Joanne Woodward pour le rôle de Maggie Moran dans Leçons de conduite (Breathing Lessons)
  - Kirstie Alley pour le rôle de Sally Goodson dans David's Mother
  - Irene Bedard pour le rôle de Mary Crow Dog dans Lakota Woman: Siege at Wounded Knee
  - Diane Keaton pour le rôle d'Amelia Earhart dans Amelia Earhart, le dernier vol (Amelia Earhart: The Final Flight)
  - Diana Ross pour le rôle de Paulie Cooper dans La proie des ombres (Out of Darkness)

#### Meilleur acteur dans un second rôle dans une série, une mini-série ou un téléfilm
- Edward James Olmos pour le rôle de Wilson Pinheiro dans The Burning Season
  - Jason Alexander pour le rôle de George Costanza dans Seinfeld
  - Fyvush Finkel pour le rôle de Douglas Wambaugh dans Un drôle de shérif (Picket Fences)
  - David Hyde Pierce pour le rôle du Dr Niles Crane dans Frasier
  - John Malkovich pour le rôle de Kurtz dans Au cœur des ténèbres (Heart of Darkness)

#### Meilleure actrice dans un second rôle dans une série, une mini-série ou un téléfilm
- Miranda Richardson pour le rôle de Charlie Maguire dans Le Crépuscule des aigles (Fatherland)
  - Sonia Braga pour le rôle de Regina de Catrvalho dans The Burning Season
  - Tyne Daly pour le rôle d'Alice Henderson dans Christy
  - Laura Leighton pour le rôle de Sydney Andrews dans Melrose Place (Place Melrose)
  - Jane Leeves pour le rôle de Daphne Moon Crane dans Frasier
  - Julia Louis-Dreyfus pour le rôle d'Elaine Benes dans Seinfeld ♕
  - Laurie Metcalf pour le rôle de Jackie Harris-Frederickson dans Roseanne
  - Leigh Taylor-Young pour le rôle du maire Rachel Harris dans Un drôle de shérif (Picket Fences)
  - Liz Torres pour le rôle de Mahalia Sanchez dans The John Larroquette Show

### Spéciales

#### Cecil B. DeMille Award
- Sophia Loren

#### Mr. Golden Globe
- John Clark Gable

## Récompenses et nominations multiples

### Nominations multiples

#### Cinéma
7 : Forrest Gump
6 : Pulp Fiction
4 : Le Roi lion, Légendes d'automne, Quiz Show, Quatre mariages et un enterrement
3 : Ed Wood, Nell, Junior
2 : Priscilla, folle du désert, Prêt-à-porter, Les Évadés, La Rivière sauvage, Entretien avec un vampire

#### Télévision
5 : Un drôle de shérif
4 : The Burning Season, Frasier, Seinfeld
3 : Dingue de toi, Le Crépuscule des aigles, Papa bricole
2 : New York Police Blues, La Vie à tout prix, Une maman formidable, Les rapides de la mort, Melrose Place, Leçons de conduite

#### Personnalités
2 : Quentin Tarantino, Elton John

### Récompenses multiples
Légende : Nombre de récompenses/Nombre de nominations

#### Cinéma
3 / 4 : Le Roi lion
3 / 7 : Forrest Gump

#### Personnalités
3 / 4 : The Burning Season
2 / 3 : Dingue de toi
Personnalité
Aucune

### Les grands perdants

#### Cinéma
0 / 4 : Légendes d'automne, Quiz Show
1 / 6 : Pulp Fiction

#### Personnalités
0 / 5 : Un drôle de shérif
0 / 4 : Seinfeld